# Elmore Smith
Elmore Smith (ur. 9 maja 1949 w Macon) – amerykański koszykarz, występujący na pozycji środkowego.
Do NBA został wybrany w drafcie 1971 z numerem 3, przez zespół Buffalo Braves, w którym spędził dwa pierwsze sezony swojej zawodowej kariery. Jako debiutant notował średnio 17,3 punktu oraz 15,2 zbiórki. Jego postawa zapewniła mu miejsce w pierwszej piątce najlepszych debiutantów ligi, zajął drugie miejsce w głosowaniu na debiutanta roku NBA.
28 października 1973 ustanowił rekord NBA, blokując 17 rzutów w spotkaniu przeciw Portland Trail Blazers. Rezultat ten jest nadal aktualnym rekordem ligi. W tym samym spotkaniu ustanowił też kolejny rekord, notując 11 bloków, w trakcie jednej połowy spotkania. W 1981 wyrównał go George Johnson, a następnie w 1985 – Manute Bol.
W 1974 został pierwszym w historii NBA liderem ligi w blokach, notując średnio 4,85 bloku na mecz. Wynik ten stał się automatycznie rekordem NBA. Wynik ten został poprawiony dopiero w 1985 roku, przez Marka Eatona, który uzyskał wtedy średnią 5,56 bloku. W latach 1974–1975 przewodził też lidze pod względem łącznej liczby bloków uzyskanych w trakcie sezonu.
Przez pięć lat z rzędu (1972–1976) kończył sezon z double-double na koncie. Również pięciokrotnie zajmował miejsca w czołowej dziesiątce najlepiej blokujących ligi, zostając raz liderem (1974), oraz dwukrotnie plasując się na drugim miejscu (1975-1976).
16 czerwca 1975 wziął udział w bardzo głośnej transakcji. Został wysłany wraz z Juniorem Bridgemanem, Dave'em Meyersem oraz Brianem Wintersem do Milwaukee Bucks w zamian za Kareema Abdul-Jabbara oraz Walt Wesleya.
W październiku 1978 przeszedł operację kolana, która przyśpieszyła jego decyzję o zakończeniu kariery sportowej.

## Osiągnięcia

### College
- 2-krotny mistrz NAIA (1970–1971)[8]
- 2-krotnie zaliczany do składu NAIA All-American[7]

Rekordy
- Rekordzista NAIA w:
  - łącznej liczbie zbiórek, uzyskanych w trakcie pojedynczego sezonu (799 – 1970/71)[8]
  - średniej zbiórek (22,6), uzyskanych w trakcie całej kariery akademickiej[9]

### NBA
- Wybrany do I składu debiutantów NBA (1972)[4]
- Lider NBA w blokach (1974)[10]

### Inne
- Wybrany do Galerii Sław Sportu Cleveland - Cleveland Sports Hall Of Fame (2014)[7]